# Arthur Turner
Arthur Turner  foi um futebolista britânico, campeão olímpico.
Competiu nos Jogos Olímpicos de Verão de 1900 em Paris. Ele ganhou a medalha de ouro como membro do Upton Park Football Club, que representou a Grã-Bretanha nos Jogos, marcando um gol.